# Far Ultraviolet Spectroscopic Explorer
FUSE (аббревиатура от англ. Far Ultraviolet Spectroscopic Explorer, буквально переводится как «Спектроскопический исследователь дальнего УФ-диапазона») — орбитальный космический телескоп, работавший в ультрафиолетовом диапазоне. Аппарат был запущен 24 июня 1999 года с помощью ракеты-носителя Дельта-2 с базы ВВС на мысе Канаверал во Флориде на эллиптическую переходную орбиту. Основной целью созданию FUSE является изучение состава межзвёздного газа путём наблюдения космических объектов в диапазоне волн от 90,5 до 119,5 нанометров. FUSE был частью программы «Эксплорер», и если бы НАСА не прекратило нумерацию спутников в 1975 году, получил бы имя «Эксплорер-77».

## История разработки
Возникновение проекта FUSE относится к 1982 году, в связи с возникновением необходимости продолжить начатые спутником ОАО-3 «Коперник» исследования в дальнем УФ-диапазоне. Новый проект должен был обладать более высокой чувствительностью. Первоначально запуск планировалось осуществить с шаттла, в связи с чем расчётная стоимость проекта составляла около 300 миллионов долларов. С 1990 года была начата разработка варианта под запуск одноразовым носителем. Причём аппарат, более тяжёлый, чем получившийся FUSE, должен был работать на высокоэллиптической орбите. В результате стоимость была снижена до 254 миллионов долларов.
Проектом занимался Центр космических полётов Годдарда (НАСА), а основным разработчиком был выбран Университет Джонса Хопкинса в Мэриленде (в частности Лаборатория прикладной физики). К разработке научной аппаратуры были привлечены университеты и лаборатории США, Франции (Национальный центр космический исследований CNES) и Канады (CSA). Однако из-за меньшего объёма бюджетного финансирования, к сентябрю 1994 года стало понятно, что реализация проекта FUSE в первоначальном объёме невозможна. Проект был снова пересмотрен, и к марту 1995 года был представлен новый вариант: с более лёгким КА, запускаемым облегчённым вариантом ракеты-носителя Дельта-2 на низкую орбиту.
Этот вариант был утверждён НАСА 13 ноября 1995 года и его стоимость составила 108 миллионов долларов (в дальнейшем стоимость всего проекта составила 214 миллионов: сам спутник обошёлся НАСА в 120 миллионов, а его запуск в 80 миллионов долларов, по 7 миллионов было потрачено CNES и CSA). Контракт на проектирование, изготовление и испытания космического аппарата (на сумму 37 миллионов долларов) был получен Орбитальной научной корпорацией (ОНК), которая уже в августе 1995 года приступила к работе. Проектирование КА FUSE завершилось в июне 1996 года, в течение следующего года аппарат был изготовлен, и в феврале 1998 года успешно прошёл испытание. Таким образом в марте 1998 года (на три недели раньше оговоренного контрактом срока), ОНК поставило служебный борт заказчику.

## Ход миссии
13 августа 1998 года полностью собранный аппарат был доставлен в Центр Годдарда, где начались различные предполётные испытания (вибрационные с последующим контрольным включением, акустические, механические и электрические испытания солнечных батарей, имитация научного сеанса). Однако назначенный на осень старт пришлось отложить на март 1999 года, так как ураганом была повреждена основная наземная станция по приёму научной информации. В декабре 1998 года были выявлены неисправности обоих инерциальных блоков IRU, и запуск снова был перенён, уже на май. Из-за задержки на космодроме старта предыдущего спутника (GPS 2R номер SV-10, старт которого был перенесён с 22 апреля на май, а затем вообще отменён), сборка ракеты-носителя началась только 3 июня (вместо 29 апреля). Первоначально запуск был назначен на 23 июня, но из-за гроз был перенесён на сутки, и успешно состоялся 24 июня 1999 года.
В течение первых трёх месяцев FUSE (с июля по сентябрь) аппарат проходил испытания: орбитальные (первые 45 суток) и этап подтверждения научных характеристик (еще 45 суток).
В 2001 году вышли из строя два из четырёх управляющих маховиков, в результате функции стабилизирования и наведения на исследуемые объекты были перенесены на магнитные исполнительные устройства.
В мае 2001 года вышел из строя один из шести гироскопов, с учётом, что остальные пять также показывали не лучшее состояние (на FUSE использовались два комплекта по три кольцевых лазерных гироскопа для определения своей текущей ориентации). В течение двух лет было разработано новое бортовое программное обеспечение, которое позволяло FUSE работать с любым количеством гироскопов и даже при полном их отсутствии (так как в 2004 году вышел из строя третий гироскоп). Теперь для определения текущей ориентации использовался датчик точного гидирования. Наблюдения возобновились только 1 ноября 2005 года.
12 июля 2007 года вышел из строя третий маховик и через месяц безуспешных попыток исправить ситуацию Центр управления сдался. 14 августа было предложено прекратить использование FUSE в научных целях. 18 октября 2007 года был закрыт Центр управления телескопом, а сам FUSE выведен НАСА из эксплуатации. Что примечательно, вместо заявленных трёх лет, аппарат проработал 8 лет.

## Конструкция
ОНК подошли к разработке на основе опыта предыдущих своих проектов: EUVE (англ. Extreme Ultraviolet Explorer) и XTE (англ. X-ray Timing Explorer). В служебный борт FUSE общей массой 580 кг входили:
- Система трёхосной ориентации, где в качестве датчиков были использованы четыре инерциальных блока IRU, трёхосный магнитометр и грубые солнечные датчики, а в качестве исполнительных органов: четыре маховика и магнитная система;
- Система электропитания с солнечными батареями на арсениде галлия (площадь 3,5 м², мощность 500 Вт) и никель-кадмиевой аккумуляторной батареей на 40 А·ч;
- Система приёма команд;
- Система телеметрии, с 5 Вт передатчиком, работающим на частоте 2 249 МГц и скоростью передачи в 1 Мбит/с;
- Система обработки данных.

Объём бортового запоминающего устройство составлял 240 Мбит. Сам аппарат имел следующие габаритные размеры: 0,9 × 0,9 × 1,3 м.
Телескоп FUSE, разработанный университетом Хопкинса, имел общую массу 780 кг (таким образом, суммарная масса КА составляла 1 335 кг) и длину 4 м (таким образом, суммарная длина КА составляла 5,5 м).